# 311 South Wacker Drive
311 South Wacker Drive is een wolkenkrabber in Chicago, Verenigde Staten. Het gebouw is 292,92 meter hoog en telt 65 verdiepingen. Het gebouw heeft een oppervlakte van 130.000 m² en werd tussen 1988 en 1990 gebouwd. Het is door Kohn Pederson Fox Associates HKS ontworpen en door J.A. Jones Construction gebouwd.

## Ontwerp

### Lobby
De lobby is een twee verdiepingen hoge wintertuin. Deze wintertuin heeft een hoogte van 26 meter en huist palmbomen en een fontein. De lobby werd geïnspireerd door de nabije staalstructuren van Chicago's bruggen. De tuin werd pas later, in 2002, aan het gebouw toegevoegd.

### Kroon
De top van het gebouw bestaat uit een 32 meter hoge glazen cilinder, omringd door vier kleinere cilinders. Deze kroon werd door de Tribune Tower geïnspireerd. De vijf cilinders worden 's nachts met 1852 tl-buizen verlicht, waardoor 311 South Wacker Drive 's nachts een van de best zichtbare gebouwen in Chicago is. De kleur van het licht kan veranderen, naar aanleiding van feestdagen en speciale gebeurtenissen.

### Park
In het noordwesten grenst 311 South Wacker Drive aan een grasveld, waar tijdens de zomermaanden veel mensen lunchen. Dit grasveld in het grootste groengebied in de Chicago Loop. Het park biedt ruimte aan lokale markten, concerten en verscheidene andere culturele festijnen.
In het zuidwesten grenst de toren aan een parkeerplaats.